# Була в мене парова машина
«Була в мене парова машина» — українська народна пісня, що належить до жартівливих і танцювальних пісень. Деякі дослідники припускають наявність еротичного підтексту в пісні. Пісня має варіанти виконання, головною відмінністю є початок пісні «Була в мене парова машина» або «Була в батька парова машина».
Під «паровою машиною» скоріше за все мається на увазі універсальний паровий двигун, який був популярний у господарстві в другій половині XIX століття і першій половині XX століття. Така машина слугувала в господарстві та могла підключатися до різних господарських механізмів, наприклад жорна або якщо мала колісне шасі, то вона могла тягти плуг.

## Виконання пісні
Пісня особлива тим, що в оригіналі призначена для виконання кількома людьми (зазвичай двома-трьома жінками), при цьому деякі рядки читаються одночасно і по-різному. Внаслідок цього за основним текстом лунає другий, сороміцького змісту. В пісні слова «А дівчина „Коваля“ по вулиці повела, повела, повела» доповнюються варіаціями рядків «Коваль кує, сучка бреше, ковалиха пузо чеше…».
Мелодія пісні має яскраво виражений танцювальний характер і під «Ковалем» мається на увазі однойменний народний танець (тому в записах береться в лапки). Український музикознавець Анатолій Іваницький припускає, що присутня в «Паровій машині» подвійна «приспівка» — явище порівняно недавнє, пов'язане зі сценічною практикою сільських фольклорних ансамблів, які в такий спосіб намагаються привернути увагу слухачів.
Широку популярність пісня отримала в 2023 році у виконанні Ярини Квасній. Також пісню виконували (виконують) гурти ДримбаДаДзиґа, Dakh Daughters та Kalush, The Sixsters.

## Текст (популяризований варіант)
|  | Була в мене парова машина, А я її продала. А за тії гроші музики хороші Найняла, найняла. Ой, музики мої, ви заграйте мені «Коваля», «коваля». А коваль коваля через ножку валя Раз у раз, раз у раз. Була в мене сіренька хустина, Та я її продала. А за тії гроші музики хороші Найняла, найняла. Було в мене червоне намисто, Та я його продала. А за тії гроші музики хороші Найняла, найняла. Ой, музики мої, ви заграйте мені «Коваля», «коваля». А коваль коваля через ножку валя Раз у раз, раз у раз. |

## Підтекст
У тексті пісні дівчина просить музик заграти їй мелодію «Коваль».
Як підтверджується іншими українськими народними піснями, згаданий тут «коваль» вказує на тему парування. Як танець «Коваль», так і персонаж-коваль пов'язані з тим, що ковальська професія традиційно була суто чоловічою; та уявленням, що ковалі володіють магічною перетворювальною силою.
На думку російського історика Володимира Петрухіна, пісня первісно описує святочну гру в «коваля»: «Хлопці, переодягнені ковалями, „підковували“ дівок — задирали ноги кліщами, били молотком по приставленій до стопи паличці й т. п.» Відомий народний евфемізм «підкувати дівку» — вступити в дошлюбні статеві зносини, котрий стосується поширеного фольклорного мотиву «перековування» однієї людини на іншу. В Україні батька новонародженого на хрестинах також називали «ковалем». У південнослов'янській традиції коваль виковує амулети, які сприяють дітонародженню.
За записом українського філософа Ореста Новицького з Ушицького повіту Подільської губернії, в іншій пісні «ковалю» дякують за те, що добре «скував» (викував) дитину. Подібну пісню записав Опанас Маркович 1854 р. в хуторі Петрухівка Борзнянського повіту на Чернігівщині. У сучасній збірці Михайла Красикова опубліковано й весільну пісню, записану у Млинові Дубнянського повіту Волинської губернії, в якій згадано коваля. Про специфічну роль коваля в колядках і щедрівках писав Олександр Потебня: коваль (ковальчик, він же золотар, золотник) кує дівчині-нареченій золотий пояс, перстень чи вінок.
У сучасному виданні народних танців Волині й Волинського Полісся опубліковано приспівки до весільного танцю «Походки», суголосні з приспівкою до пісні «Була в мене парова машина»:
|  | Музиченьки мої, Та заграйте мені, Нехай же я погуляю На чужій стороні. |